# 1179
Cette page concerne l'année 1179  du calendrier julien. Pour l'année 1179 av. J.-C., voir 1179 av. J.-C.
L'année 1179 est une année commune qui commence un lundi.

## Événements
- 10 juin : victoire de Saladin sur les croisés à la bataille de Marj Ayoun[1].

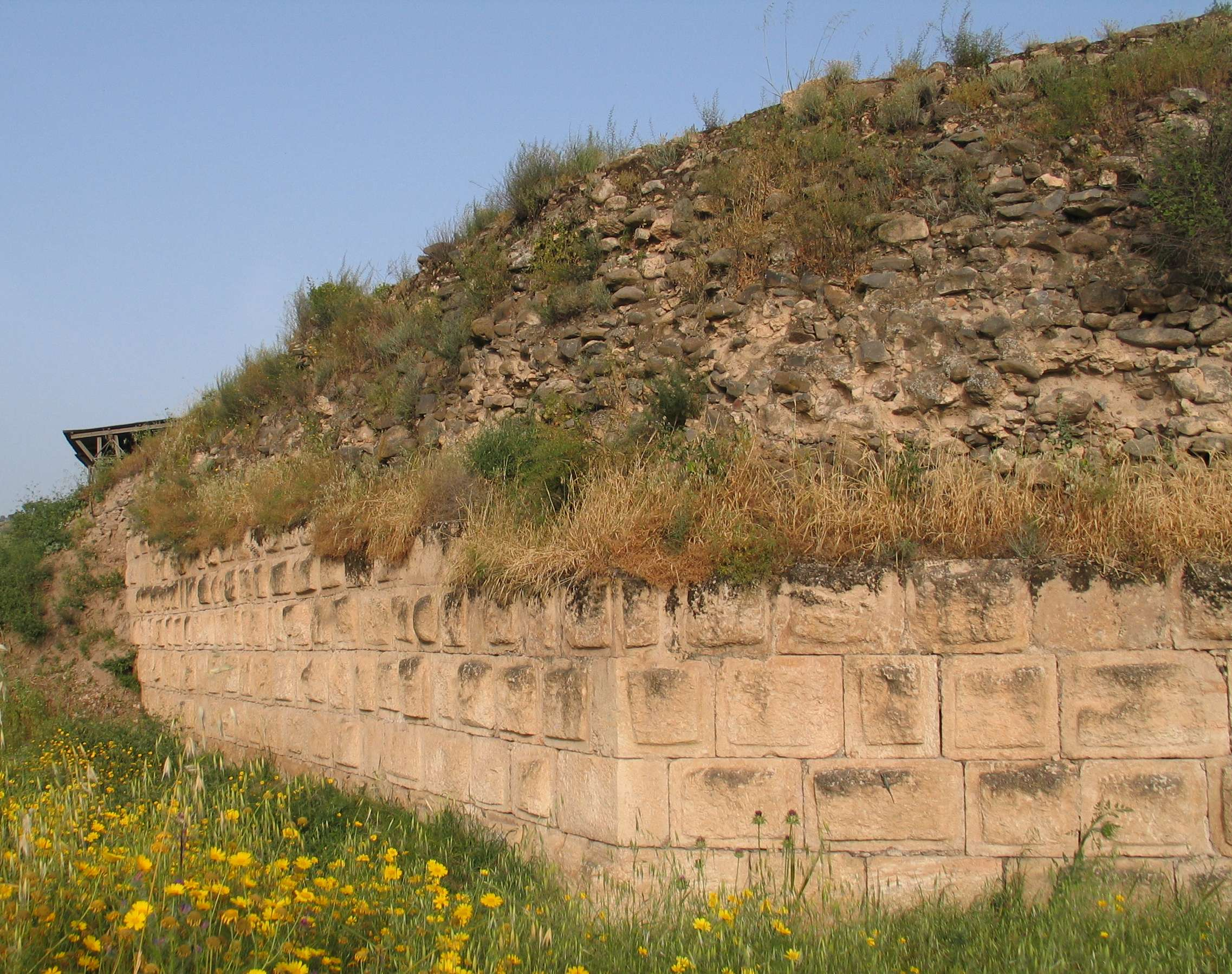
Ruines du Chastelet.

- 24-29 août : le royaume de Jérusalem perd la place forte du Gué de Jacob au profit de Saladin, qui fait détruire la citadelle en cours de construction[1]. Après la prise du château, Saladin lances des raids contre Sidon, Tyr et Beyrouth[2].
- 13 octobre[2] : la flotte égyptienne fait le blocus d’Acre pendant deux jours[1].

- Le général ghuride Muhammad ibn Sam qui a pris Multân et Uch en 1175, s’empare de Peshawar[3]. Les ismaïliens du Sind, les Sumras sont contraints de se replier sur Thatta, qui devient leur capitale.

### Europe
- 5 - 14 - 19 mars : IIIe concile œcuménique du Latran présidé par Alexandre III : 27 canons sont promulgués. Pour prévenir le schisme, ils imposent l’élection du pape par la majorité des deux tiers du collège des cardinaux. Les ordinations faites par les antipapes Victor IV, Calixte III et Innocent III sont annulées. Les autres canons sont pour la plupart disciplinaires : conditions d’élection des évêques, réglementation des dépenses somptuaires des ecclésiastiques, limitation des abus qui entachent les élections ecclésiastiques, limitation de la possession des offices, obligation de former les clercs et d’assurer un enseignement pour les « écoliers pauvres » dans les écoles cathédrales, gratuité des diplômes universitaires. Le concile protège les lépreux, renouvelle la condamnation des tournois, interdit le commerce des armes et des matériaux susceptible d’en fabriquer avec les musulmans. L’hérésie cathare est condamnée[4]. Le concile jette l’anathème sur les routiers (mercenaires) et ceux qui les emploient[5]. Il menace d’excommunication ceux qui créeront de nouveaux péages ou augmenteront les tarifs des anciens sans autorisation des princes[6]. Après le concile, le pape oblige tous les Juifs à porter la rouelle jaune[7].

- 20 mars : traité de Cazola[8] signé à Soria entre Alphonse VIII de Castille et Alphonse II d’Aragon, la frontière au sud de l’Aragon est fixée sur une ligne reliant Biar, Castalla, Xixona et Calp. Il relance la reconquête en Espagne.

- 23 mai : bulle Manifestis Probatum. Le Portugal est reconnu par le pape comme un royaume indépendant[9].

- 17 juin : victoire de Sverre Sigurdsson sur le régent de Norvège Erling Skakke qui est tué à Kalvskinnet près de Nidarós[10].

- 1er novembre : sacre de Philippe Auguste à la Toussaint. Louis VII est paralysé[11].

- Philippe d’Alsace fonde le port de Damme, en avant de Bruges, dans l’estuaire du Zwin[12].
- Début des travaux du Naviglio Grande, canal de presque 50 km destiné à la navigation et à l’irrigation, emmenant les eaux du Tessin à Milan, achevé en 1257 par le podestat Beno Gozzodini[13].